# Мурахтина, Нина Петровна
Нина Петровна Мурахтина (11 октября 1923, село Скворчиха, ныне Ишимбайский район Республики Башкортостан — 14 июля 1989, Челябинск) — советский пекарь, рационализатор, Герой Социалистического Труда.

## Награды
«Благодаря её рационализаторским предложениям без значительных затрат был увеличен объем производства продукции с 60 до 110 тонн, при одновременном росте производительности труда на 9,7%. По её рацпредложению была реконструирована тестомесильная машина Х-12, в результате чего повысились производительность и качество труда».
Указом Президиума Верховного Совета СССР от 26 апреля 1971 года за выдающиеся успехи, достигнутые в выполнении заданий пятилетнего плана по развитию пищевой промышленности, Мурахтиной Нине Петровне присвоено звание Героя Социалистического Труда с вручением ордена Ленина и золотой медали «Серп и Молот».
Награждена:
- орденами:
  - 1971 — Ленина,
  - 1966 — Трудового Красного Знамени,
- медалями.

## Образование
- Школа-семилетка,
- краткосрочные курсы механизаторов (1941).
- В мае 1978 года поддержала инициативу Героев Социалистического Труда И. Н. Панфиловского и С. И. Гончарука и перешла работать в ГПТУ № 3 мастером производственного обучения.

## Преподавательская деятельность
В 1946—1948 годах обучала молодёжь работе на тракторе.

## Трудовая деятельность
- С 15 лет начала работать в колхозе имени Ворошилова.
- С 1941 года — трактористка.
- В 1949 году уехала в Подмосковье работать на торфопредприятии.
- В январе 1950 года приехала в Челябинск, где поступила на строящийся хлебозавод № 5 в Металлургическом районе; работала:
- дрожжеводом,
- пекарем,
- газовщицей,
- мукосевом,
- тестоводом.

В 1980 году ушла на заслуженный отдых.
Скончалась 14 июля 1989 года. Похоронена на Градском кладбище Челябинска.